# Chevreulia
Chevreulia là một chi thực vật có hoa trong họ Cúc (Asteraceae).

## Loài
Chi Chevreulia gồm các loài: